# نيد بنسون
نيد بنسون (بالإنجليزية: Ned Benson)‏ هو كاتب سيناريو ومخرج أمريكي، ولد في 3 أبريل 1977 في نيويورك في الولايات المتحدة.

## وصلات خارجية
- نيد بينسون على موقع IMDb (الإنجليزية)
- نيد بينسون على موقع ألو سيني (الفرنسية)
- نيد بينسون على موقع أول موفي (الإنجليزية)
- نيد بينسون على موقع بوكس أوفيس موجو (الإنجليزية)
- نيد بينسون على موقع قاعدة بيانات الفيلم (الإنجليزية)
- نيد بينسون على موقع كينوبويسك (الروسية)